# 다카 메트로

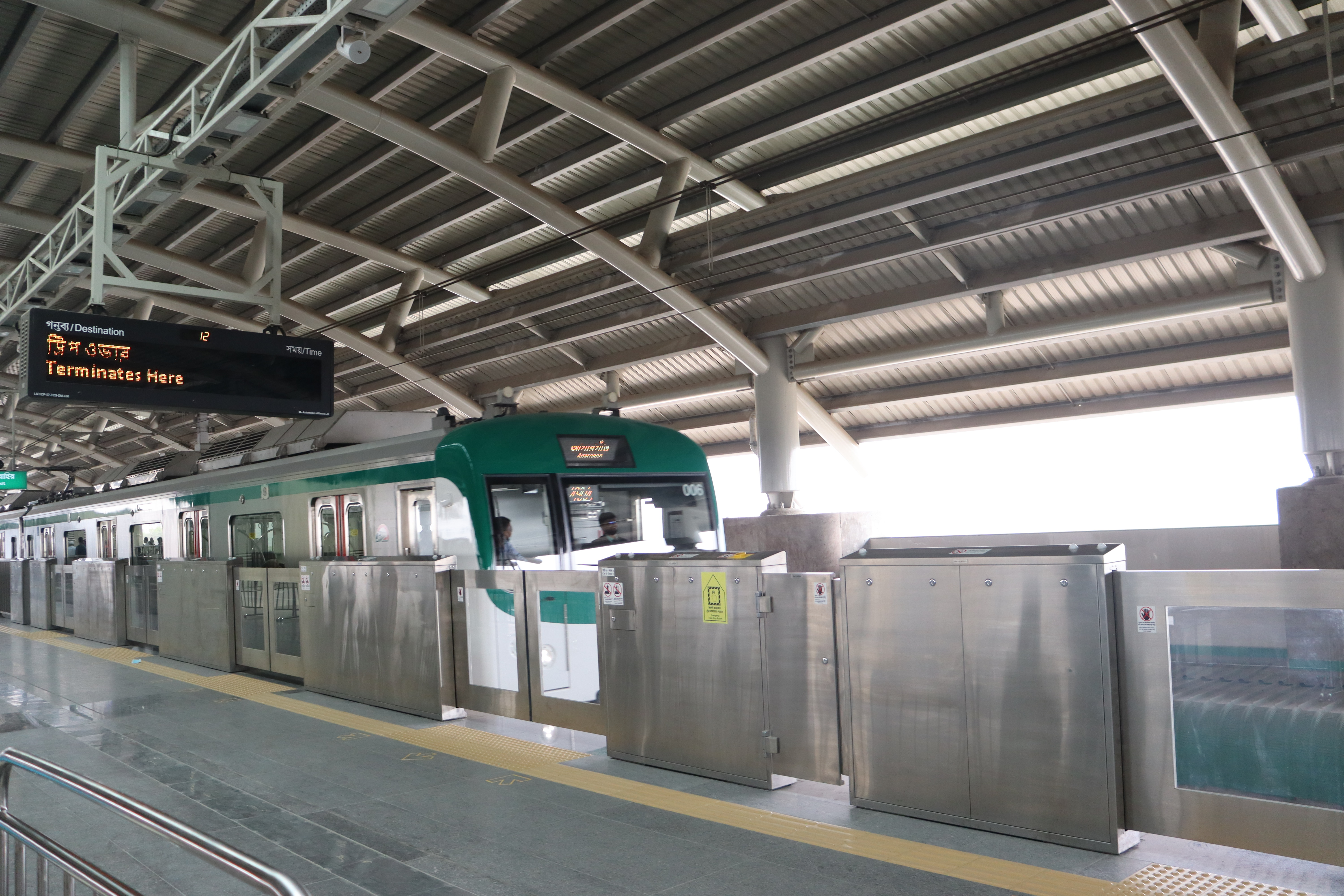
아가르가온역에 들어오는 열차

다카 메트로(벵골어: ঢাকা মেট্রোরেল)는 방글라데시의 수도 다카의 도시 철도 시스템이다. 다카 도시교통회사(Dhaka Mass Transit Company Limited)가 보유 및 운영하고 있다.